# Padria
Padria (en sard, Padria) és un municipi italià, dins de la província de Sàsser. L'any 2007 tenia 836 habitants. Es troba a la regió de Meilogu. Limita amb els municipis de Bosa (OR), Cossoine, Mara, Monteleone Rocca Doria, Pozzomaggiore, Romana i Villanova Monteleone.

## Administració
| Període | Identitat    | Partit        |
| ------- | ------------ | ------------- |
| 2006-   | Antonio Sale | Llista cívica |

## Personatges il·lustres
- Michele Schirru, anarquista sard.